# Turdus albocinctus
El mirlo acollarado o zorzal de cuello blanco (Turdus albocinctus) es una especie de ave paseriforme de la familia de los túrdidos. Se distribuye en el centro-sur de Asia.

## Distribución y hábitat
Su hábitat natural son los bosques subtropicales húmedos y matorrales de gran altitud en el subcontinente indio, que van a través de Bangladés, Bután, India, Birmania, Nepal y Pakistán.
Está clasificado como de preocupación menor por la IUCN, debido a su amplia gama de distribución.